# 傑森·席爾瓦
傑森·路易斯·席爾瓦（Jason Luis Silva，1982年2月6日—）是一名委內瑞拉裔美國電視名人、電影製片人和公眾演說家；他的目標是利用科技激發人們對哲學和科學的興趣。傑森·席爾瓦在1982年生於委內瑞拉卡拉卡斯，母親為猶太人，父親亦皈依猶太教。幼年期間席爾瓦受到法國詩人夏尔·波德莱尔的的Hashish House所啟發，對電影製作和文獻產生興趣，後於美國佛羅里達州邁阿密大學取得電影和哲學學位，目前定居於紐約。曾擔任國家地理頻道節目《腦力大挑戰》的主持人。

## 外部連結
- Jason Silva's Official Web Site （页面存档备份，存于）
- Jason Silva's YouTube channel （页面存档备份，存于）
- Jason Silva's Vimeo （页面存档备份，存于）
- 傑森·席爾瓦在互联网电影资料库（IMDb）上的資料（英文）